# Dolf Toussaint
Dolf Toussaint (Amsterdam, 15 december 1924 – 13 juni 2017) was een Nederlands fotograaf die bekend stond om zijn foto's van het dagelijks leven in Amsterdam.

## Leven en werk
Toussaint was als autodidact vanaf 1960 ruim veertig jaar actief als fotograaf, in eerste instantie legde hij zich er vooral op toe om het dagelijks leven vast te leggen. Zo verscheen al in 1965 zijn boek De Jordaan over het dagelijks leven in de Amsterdamse volkswijk de Jordaan – waarvoor hij de ANWB-prijs ontving en inmiddels een klassieker. Eind jaren zestig legde hij zich in opdracht van Vrij Nederland toe op het fotograferen van de Haagse politiek, wat hij deed op een directe en persoonlijke wijze.

## Nalatenschap
Het archief van Toussaint wordt beheerd door het Stadsarchief Amsterdam (Amsterdamse fotografie) en het Nationaal Archief (politieke fotografie). In 2010 was er een uitgebreide tentoonstelling van de Jordaanfoto's van Toussaint in het Amsterdamse Stadsarchief. Van 4 juli t/m 4 november 2018 is er in het Stadsarchief een tentoonstelling van zijn werk onder de titel Amsterdam voor het voorbij is. Tachtig van zijn foto's zijn opgenomen in de collectie van het Rijksmuseum.

## Publicaties (selectie)
- Amsterdam voor het voorbij is. Met een inleiding van Guus Luijters en een nawoord van Leo Erken. Uitgeverij Bas Lubberhuizen. Amsterdam; juli 2018. ISBN 9789059375222
- Dolf Toussaint. Politiek fotograaf. Den Haag, Tweede Kamer der Staten-Generaal, 2009
- Dolf Toussaint: Lokale democratie. Amsterdam, Fragment, 1987
- Dolf Toussaint: Zone industrielle = Industriële zone. Amsterdam, Fragment, 1984
- Dolf Toussaint: Straat na straat. Foto's van veranderend Amsterdam 1979-1981. Amsterdam, Tiebosch, 1982
- Dolf Toussaint & Simon Carmiggelt: De Jordaan. Amsterdam, De Arbeiderspers, 1965 (Heruitgaves: 1982 en 2010)
- Joop H. Bartman & Dolf Toussaint: Haarlem. Utrecht, A.W. Bruna & Zoon, 1961

- Gemeinsame Normdatei: 174281226
- International Standard Name Identifier: 0000 0000 6679 4617
- Library of Congress Control Number: n79006449
- Nationale bibliotheek van Australië: 35913275
- Nederlandse Thesaurus van Auteursnamen: 075207125
- PIC: 307866
- RKD-Nederlands Instituut voor Kunstgeschiedenis: 78021
- Système universitaire de documentation: 252776798
- Virtual International Authority File: 37592650
- WorldCat: E39PBJjdjw8BptxbMwB3TJM9Dq